# Онматгыр
Онматгыр — река на севере Дальнего Востока России, на острове Айон, протекает по территории Чаунского района Чукотского автономного округа. Длина реки — 52 км.
Название в переводе с чук. Онмаатгыр — «глубокий ручей».
Берёт исток в безымянном озере, генеральное направление течения — меридиональное, впадает в Чаунскую губу Восточно-Сибирского моря. Река имеет несколько безымянных притоков, посредством которых связана с термокарстовыми озёрами в бассейне.

## Данные водного реестра
По данным государственного водного реестра России относится к Анадыро-Колымскому бассейновому округу.